# Jarvis Hunt
Pour les articles homonymes, voir Hunt.

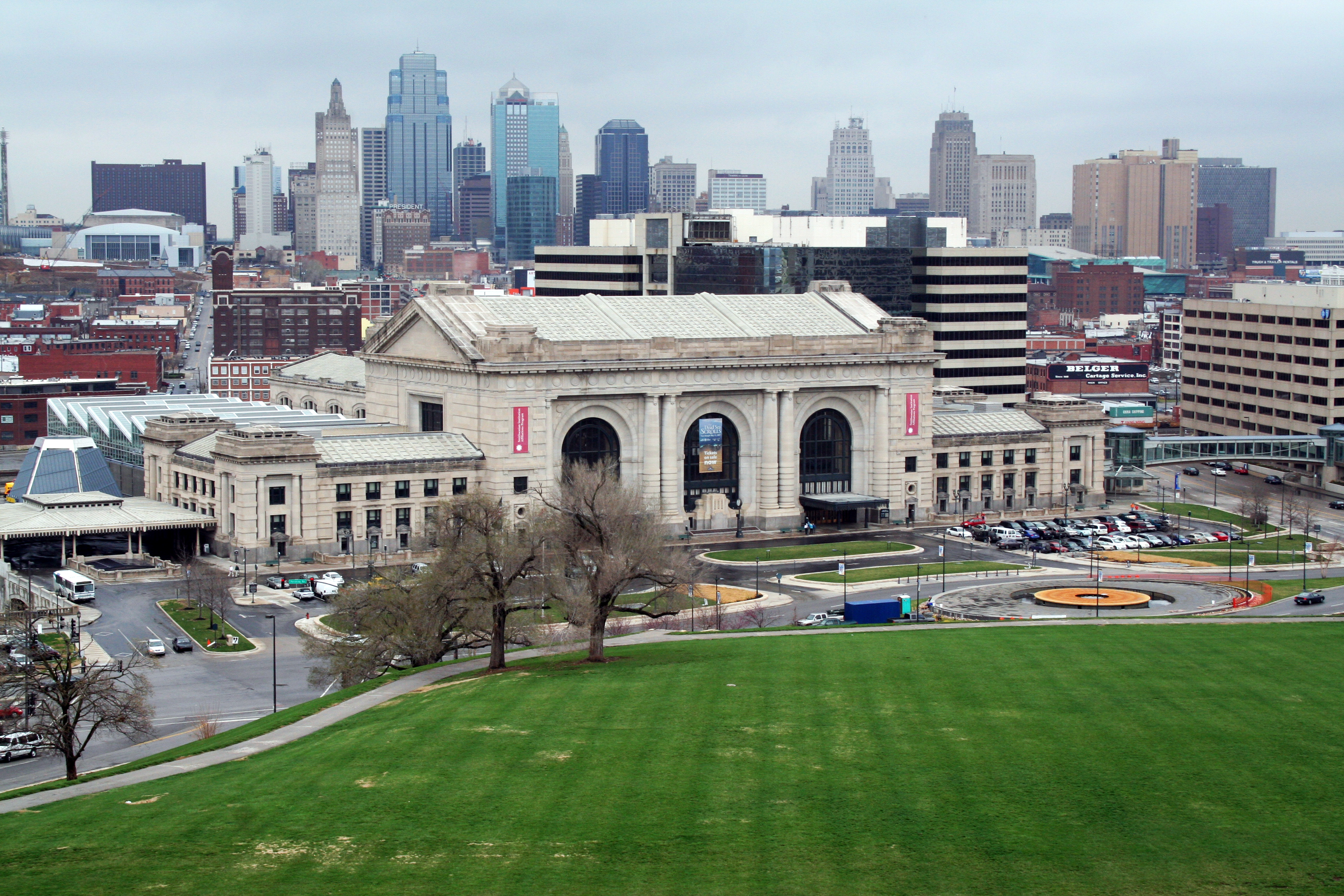
Union Station à Kansas City

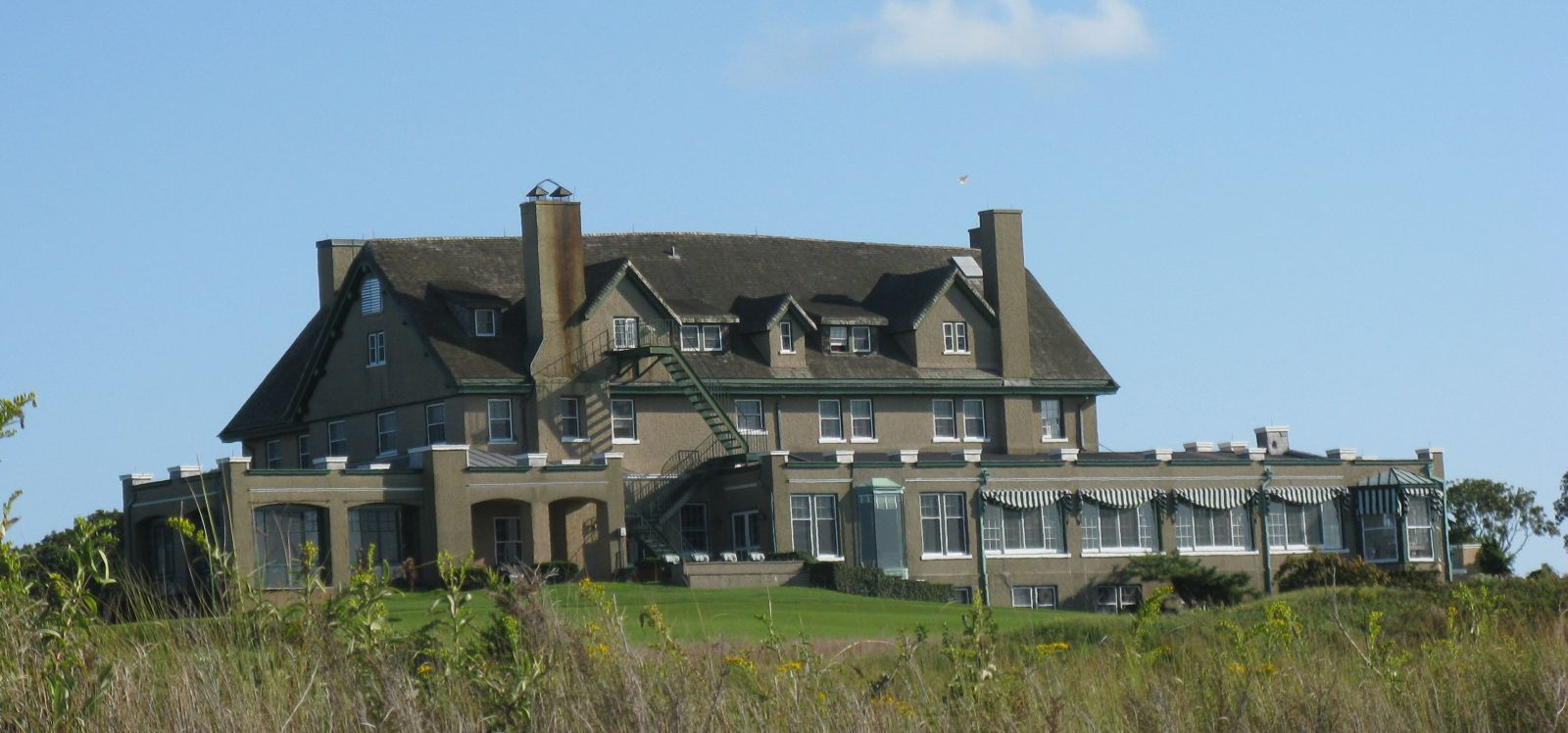
National Golf Links of America

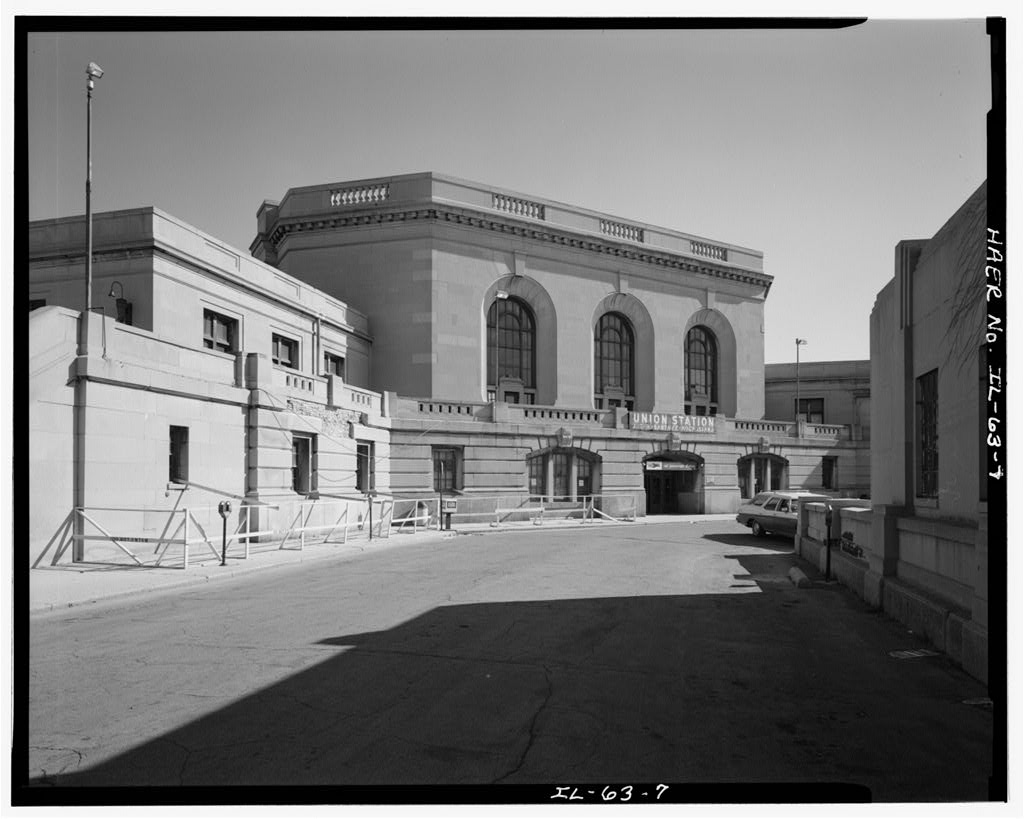
Union Station, à Joliet, Illinois

Jarvis Hunt (6 août 1863 - 15 juin 1941) est un architecte renommé de Chicago qui a conçu un large éventail de bâtiments dont des gares, des maisons de villégiature et des clubs-houses.

## Biographie
Né à Weathersfield dans le Vermont, Jarvis Hunt est le fils d'un avocat, fermier et pionnier de la photographie Col. Leavitt Hunt et de son épouse Katherine (Jarvis) Hunt. Il est le neveu d'un architecte connu de New York, Richard Morris Hunt. Son frère est le peintre bostonien William Morris Hunt. Jarvis Hunt est diplômé de l'Université Harvard et du Massachusetts Institute of Technology. 
Passionné pour le golf, il se qualifie pour faire partie de l'équipe américaine aux Jeux olympiques de 1904. Il dessinera par la suite le club-house de différents golfs dont le National Golf Links of America Golf Course dont Hunt était un des membres fondateurs et du Chicago Golf Club.
Cependant la plupart de ses réalisations se situent dans le Midwest. Hunt basa son cabinet d'architectes dans le Monadnock Building de Chicago.
Il prit sa retraite dans sa maison de St. Petersburg en Floride en 1927.

## Projets[7]
- Bâtiment du Vermont à l'Exposition universelle de 1893
- Arbor Lodge, Nebraska City, Nebraska, 1903
- Naval Station Great Lakes, les 39 bâtiments originaux, 1903-1927
- Siège de l'Union Pacific, Omaha(Nebraska), 1910
- Bâtiment de l'Indianapolis News, 1910 (National Register)
- Immeuble du Kansas City Star, 1910 (National Register)
- Joliet Union Station, 1911-13 (National Register)
- Union Station (Kansas City), 1913 (National Register)
- Commerce Trust Building, Kansas City (Missouri), 1914 (National Register)
- Ayers Bank Building, Jacksonville (Illinois), 1914 (National Register)
- Union Station (Dallas), 1914-1916 (National Register)
- Newark Museum, 1923–26
- Chicago Golf Club Clubhouse, Wheaton (Illinois)[8]
- Bamberger's Department Store, Newark (New Jersey)[9]
- National Golf Links of America Clubhouse, Southampton (New York)
- Walden, Estate of Cyrus H. McCormick II, Lake Forest (Illinois), 1896 (maison principale détruite dans les années 1950)